# 虻川高範
虻川 高範（あぶかわ たかのり）は、日本の弁護士。
秋田弁護士会会長、東北弁護士会連合会会長、憲法改悪阻止各界連絡会議事務局長、秋田市民オンブズマン代表等を歴任し、住民訴訟なども手掛ける。

## 人物・経歴
秋田県大館市出身。秋田県立大館鳳鳴高等学校を経て、一橋大学法学部卒業。1984年秋田弁護士会に弁護士登録。2003年度秋田弁護士会会長。秋田市民オンブズマン代表を務め、住民訴訟なども手掛ける。
2016年には齊藤光喜湯沢市長に違法な公金支出があったとした住民訴訟で市長らの損害賠償責任が認められるなどし2017年に和解が成立した。2018年には児玉一鹿角市長らが市税の延滞税の徴収を怠っていたとして提起した住民訴訟で市の違法な処理があったとして市長らに損害賠償責任が認められた。2023年東北弁護士会連合会会長。
秋田地方裁判所・秋田家庭裁判所合同委員会委員、憲法改悪阻止各界連絡会議事務局長、自由法曹団秋田県支部長、総務省年金記録確認秋田地方第三者委員会委員長、秋田なまはげの会会長、あきた立憲ネット代表幹事、憲法改悪反対秋田県センター代表等を歴任。組織的な犯罪の処罰及び犯罪収益の規制等に関する法律改正に対する反対運動なども行った。

## 著作

### 著書
- 『人権擁護の最前線』（日本弁護士連合会人権擁護委員会編）日本評論社 2015年

### 論文等
- 「青秋林道・森吉山スキー場問題と環境保全法制」自由と正義 40(11) 1989年
- 「銀行における就業規則変更の合理性判断」労働法律旬報  (通号 1220) 1989年
- 「大王製紙進出問題」法と民主主義  (通号 275) 1993年
- 「人間の尊厳を守る人権裁判 加藤訴訟」法と民主主義  (通号 311) 1996年
- 「レポート--政・財・官の腐敗を撃つ！」法と民主主義  (通号 307) 1996年
- 「権利闘争の焦点 真の時短を目指して」季刊労働者の権利  (通号 222) 1997年
- 「真の時短をめざして」労働法律旬報  (通号 1411) 1997年
- 「「思いやり予算」他」法学セミナー 44(10) (通号 538) 1999年
- 「再び真の時短をめざして」労働法律旬報 (1492) 2000年
- 「生活保護審査請求の裁決の遅れを違法とした秋田地裁判決」賃金と社会保障  (通号 1522) 2010年
- 「未婚の母にも｢寡婦控除｣の適用を : 寡婦控除人権救済申立事件」法学セミナー 58(12) (通号 707) 2013年